# San Michele di Ganzaria
San Michele di Ganzaria – miejscowość i gmina we Włoszech, w regionie Sycylia, w prowincji Katania.
Według danych na rok 2004 gminę zamieszkiwały 4743 osoby, 189,7 os./km².